# Belanda Hitam

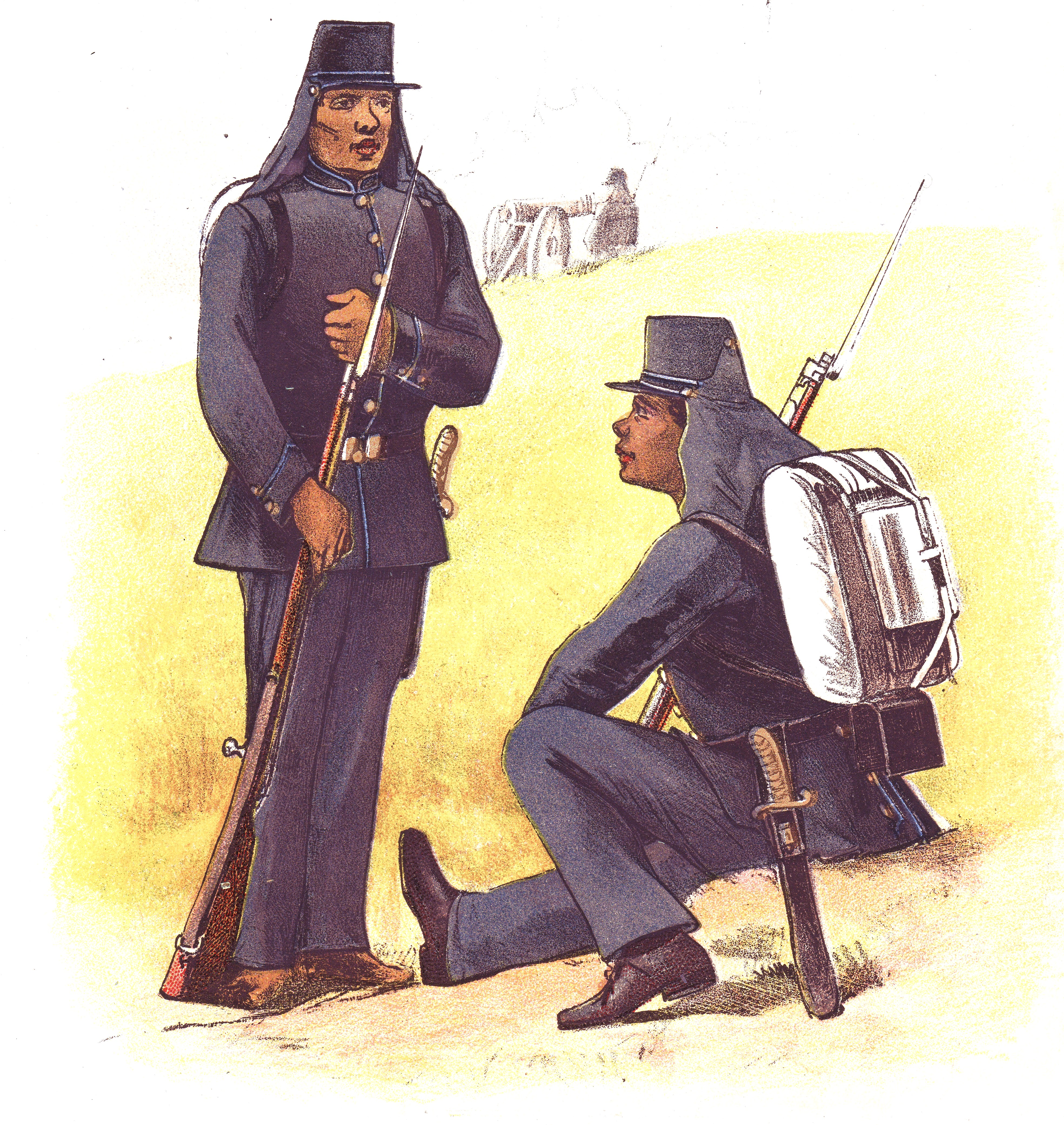
Un soldat nadiu (indonesi) (esquerre) i soldat africà (assegut) de l'exèrcit reial neerlandès de les Índies Orientals, 1885.

Els Belanda Hitam (en indonesi significa "holandesos negres" i en Javanès es coneixen com a Landa (Walanda) Ireng) fou un grup humà d'Àfrica Occidental (sobretot Ashanti i d'altres pobles àkans) que foren reclutes de l'Exèrcit Reial Neerlandès de les Índies Oriental per a lluitar per l'imperi holandès a les Índies Orientals Neerlandeses.
Entre el 1831 i el 1872, més de tres mil Africans foren reclutats a la Costa d'Or Neerlandesa (aproximadament l'actual Ghana) per lluitar com a tropes colonials a les Índies Orientals Holandeses. Aquest reclutament fou una mesura d'emergència, perquè l'exèrcit holandès va perdre milers de soldats europeus i un molt número més gran de "soldats" natius durant la Guerra de Java contra el Príncep Diponegoro, a l'actual Indonèsia.
Molts dels reclutes africans eren esclaus que aconseguien la manumissió si es convertien en soldats dels neerlandesos per a lluitar a l'actual Indonèsia i rebien un sou.

## Història
Després de la independència de Bèlgica el 1830, la població neerlandesa va disminuir considerablement, cosa que va provocar pèrdues de forces de combat que eren molt difícils de reemplaçar. A més a més, els holandesos volien que el número de soldats locals de l'exèrcit de les Índies Orientals fos limitat a com a màxim la meitat de les seves forces per assegurar la lleialtat dels militars nadius. També s'esperava que els soldats africans serien molt més resistents al clima tropical i a les malalties tropicals de les Índies Orientals Holandeses que no pas els soldats holandesos.
A Elmina es van reclutar els primers soldats de la Costa d'Or. Desl 150 que foren allistats primer, 44 eren descendents de famílies euroafricanes d'Elmina. Al 1832 van ser desplaçats al sud de Sumatra. Els soldats africans occidentals van ser menys resistents al clima del que s'esperava, però la seva aparició va impressionar a la població de Sumatra. El 1836 van arribar a les Índies Orientals Neerlandeses 88 soldats àkans més. A partir d'aquell moment el govern holandès va decidir que reclutaria aixantis.
En la tardor de 1836 General Major Jan Verveer va emprendre una missió al Regne d'Ashanti. L'1 de novembre de 1836, després d'arribar a Elmina, el General Verveer va sortir amb una força de 900 persones (la majoria portadors de provisions i regals) a la capital del regne aixanti, Comassie (actual Kumasi). Després de llargues negociacions, es va arribar a un acord amb el Rei Kwaku Dua. Van establir a Kumasi una delegació de l'oficina de reclutament dirigida per Jacob Huydecoper, un oficial governamental holandès d'Elmina holandes-africà. Kwaku Dua també va enviar dos prínceps, Kwasi Boachi i Kwame Poku Boachi, a Verveer, Països Baixos per a formar-se. Arthur Japin descriu les seves carreres a la seva novel·la The Two Hearts of Kwasi Boachi (1997).
Com que l'Imperi Britànic havia abolit l'esclavitud, es va fer una aproximació més cautelosa en el reclutament. El rei aixanti va oferir esclaus i presoners de guerra de les regions circumdants, per fer el servei colonial holandès. Però ells van posar que eren reclutes voluntaris. Així, ells van ser assalariats i rebien una paga. De totes maneres, objeccions dels britànics el 1842 van fer que es reduís els posteriors reclutaments. El 1855 es va retornar a reclutar africans degut a les experiències positives dels soldats africans a les Índies Orientals Neerlandeses. A partir d'aquest moment, però, aquest reclutament va passar a ser estrictament voluntari.

## Final de reclutament africà
Molts milers de soldats africans "amb nom neerlandès" van embarcar cap a les Índies Orientals Neerlandeses. En el Tractat de Sumatra de 1871 els neerlandesos van donar la Costa d'Or africana a l'Imperi Britànic. Això va provocar que s'acabessin els reclutaments d'africans per part dels holandesos. El 20 d'abril de 1872 va viatjar cap a Java l'últim vaixell amb soldats africans. Tot i això, hi van haver dos intents posteriors de reclutar voluntaris negres per part de l'exèrcit colonial neerlandes. Entre el 1876 i el 1879 trenta reclutes afroamericans estatunidencs van ser contractats pel KNIL. El 1890 van intentar obtenir reclutes de Libèria. 189 Liberians van anar a Java, però aquest grup van tornar a Libèria el 1892 perquè els holandesos no van complir les seves promeses. Fins i tot sense el reclutament de soldats africans, el KNIL encara va continuar tenint soldats d'origen africà en el seu exèrcit durant molt de temps després de la dècada de 1890. Aquests soldats africans i indo-africans eren els descendents dels africaans que els holandesos havien reclutat de laCosta d'Or holandesa entre el 1830 i el 1872.

## Belanda Hitam a Indonèsia
Els Belanda Hitam es portaven primer al Fort Saint Jago perquè s'entrenessin abans d'anar a lluitar a Indonèsia. Normalment, els soldats lluitaven fins als 30 anys, quan se'ls permetia tornar a l'actual Ghana. Alguns van romandre a Indonèsia i es van casar amb dones locals i formant comunitats a Java, Purworejo, Solo i Semarang.
Després de la Segona Guerra Mundial moltes de les famílies descendents dels Belanda Hitam van ser obligades a abandonar la República d'Indonèsia i els van portar als Països Baixos, des d'on molts van emigrar al Brasil, Canadà i Austràlia.